# Siegfried Boxer
Siegfried Boxer (* 23. August 1877 in Wien; † 7. Juli 1949 in New York City) war ein österreichisch-US-amerikanischer Frauenarzt, Leiter des Frauen-Krankeninstituts Charité in Wien und NS-Verfolgter.

## Leben
Siegfried Boxer war der Sohn von Maier Boxer und dessen Ehefrau Jeanette Betthauer. Im Jahr 1906 ehelichte Siegfried Boxer Ella geborene Weinberger (* 1883). Aus der Ehe gingen vier Söhne hervor. Der Sohn Oswald wurde 1907 geboren, Hans im Jahr 1916, Herbert Ernst und Harry im Jahr 1920. 
Siegfried Boxer besuchte das akademische Gymnasium seiner Heimatstadt, wo er auch Medizin studierte und am 16. Mai 1902 promoviert wurde. Anschließend absolvierte er den Militärdienst und wurde als Assistenzarzt in Reserve dem Garnisonsspital Nummer 1 zugeteilt. Boxer war Assistenzarzt an der gynäkologischen Abteilung der K.K. Krankenanstalt Rudolfstiftung. Hier publizierte er bereits mehrfach. Im Jahr 1909 wurde er Operateur an der II. Frauenklinik im Allgemeinen Krankenhaus Wien unter Chefarzt Alfons von Rosthorn. Auch hier gelangen ihm mehrere Publikationen. Nebenbei betrieb er eine Arztpraxis für Frauenheilkunde und Geburtshilfe in Wien 1, Salztorgasse 2. 1919 engagierte er sich für Kriegsgefangene in Russland als Vertreter des jüdischen Humanitätsvereins „B'nai B'rit Wien“. 1920 erhielt er einen Ruf als Direktor des Frauen-Krankeninstituts Charité. Hier war er bis 1933 Vorstandsmitglied neben Hugo Fasal, Koloman Freuder und Klara Liebmann. 1925 erfolgte die Ernennung zum Primararzt des von Hugo Klein gegründeten Wöchnerinnenheims „Lucina“. 1939 gelang der Familie, die aufgrund der jüdischen Glaubenszugehörigkeit verfolgt wurde, die Flucht nach England. Dort wurde Siegfried Boxer interniert. Im März 1940 konnte die Familie geschlossen an Bord der SS Samaria von Liverpool in die USA reisen. Boxer wurde hier zum Medizinischen Direktor des „Outpatient Department of Gouverneur Hospital New York City“.

## Veröffentlichungen
- Boxer, Siegfried (1905): Blutnährboden zur Differenzierung der Streptokokken und Pneumokokken. Sonderdruck aus: Verhandlungen der deutschen pathologischen Gesellschaft. Jena: Frommansche Buchdruckerei (Hermann Pohle).
- Boxer, Siegfried (1906): Ueber das Verhalten von Streptokokken und Diplokokken auf Blutnährböden. Aus der Prosektur der k.k. Krankenanstalt Rudolfstiftung in Wien (Vorstand: Prof. Dr. Richard Paltauf). Sonderdruck aus: Centralblatt für Bakteriologie und Infektionskrankheiten. Jena: Frommansche Buchdruckerei (Hermann Pohle).
- Boxer, Siegfried (1910): Zur Casuistik der Dermoidcysten und ihrer Metastasen. Aus der II. Frauenklinik, weil. Prof. v. Rosthorn in Wien – Laboratoriumsvorstand: Prof. Dr. Schottlaender. Sonderdruck aus: Archiv für Gynäkologie. Berlin: Verlag von August Hirschwald.
- wellcomecollection: Boxer, Siegfried: Beitrag zur Kenntnis des Tubenkarzinoms Beitrag Tubencarcinom